# Original Prankster
«Original Prankster» és el catorzè senzill de la banda californiana The Offspring, i el debut de l'àlbum Conspiracy of One. La cançó inclou les veus addicionals del raper estatunidenc Redman, i també fou inclosa en l'àlbum de grans èxits Greatest Hits (2005).
El títol està inspirat en la cançó «Original Gangster» de Ice-T, però també al·ludeix als membres originals dels Merry Pranksters, que van fer un viatge en autobús des de Califòrnia a Nova York als anys 60, la promoció de la qual es convertiria en la cultura "hippie" de la droga. La banda és originària de Huntington Beach, on gran quantitat dels "Original Pranksters" resideixen. Per les seves similituds, es considera una successora de «Pretty Fly (for a White Guy)».
Prèviament al seu llançament, la banda va distribuir la cançó de franc a través del seu lloc web oficial. Va arribar al Top 10 de diversos països com Austràlia, Canadà i al Regne Unit. Va aconseguir la certificació de disc de platí a Austràlia, sent el tercer senzill de la banda en aconseguir aquesta fita, i de llarg, també fou el més venut d'aquest àlbum. El videoclip fou inclòs en la compilació Complete Music Video Collection (2005).
La cançó va aparèixer en una escena de la pel·lícula Estic fet un animal (2001), protagonitzada per Rob Schneider, i també en els capítols "American Prankster" de la sèrie d'animació The Cleveland Show i "Fizz Ed" de Dària.

## Llista de cançons
| 1. | «Original Prankster»           | 3:40 |
| 2. | «Come Out Swinging»            | 2:47 |
| 3. | «Staring at the Sun» (directe) | 2:26 |

| 1. | «Original Prankster»           | 3:40 |
| 2. | «Dammit, I Changed Again»      | 2:49 |
| 3. | «Come Out Swinging»            | 2:47 |
| 4. | «Gone Away» (directe)          | 4:19 |
| 5. | «Staring at the Sun» (directe) | 2:26 |